# Юридическая практика
«Юридична практика» — щотижнева українська юридична газета, що видається ПрАТ «Юридична практика» з 15 березня 1995 року.

## Історія
Перше професійне періодичне видання для юристів в Україні.
Заснована київськими адвокатами Сергієм Конновим і Сергієм Созановським. Перший номер вийшов у світ 15 березня 1995 року.
Першим редактором «Юридичної практики» був Сергій Коннов (в 1995 році), потім редакцію газети очолювала Світлана Максимова (до 2002 року), яку на цій посаді змінив Юрій Забара. З 6 червня 2011 року шеф-редактором газети «Юридична практика» є Рустам Колесник.
Приватне акціонерне товариство «Юридична практика» засноване 19 жовтня 1994 для видання правової періодики та юридичної літератури.

Першим власним виданням «Юридичної практики» стала однойменна газета, що побачила світ 15 березня 1995 року.

З того часу список видавничих проектів постійно розширювався і станом на початок 2022 року видавництво видавало газету «Юридична практика», журнали «Український юрист», «Український адвокат», Ukrainian Journal of Business Law, щорічні дослідження «50 провідних юридичних фірм України», «50 провідних юридичних департаментів України», Ukrainian Law Firms. A handbook for Foreign Clients.

·       «Юридична практика» – професійна газета українських юристів, провідне виданням для представників юридичної професії, яке на своїх сторінках висвітлює правові, політичні, ділові та соціальні явища, тісно співпрацює із відомими спеціалістами, практиками і теоретиками у сфері юриспруденції. Тематика газети охоплює весь спектр актуальної правової інформації України та зарубіжжя: новини, практичні статті і коментарі авторитетних фахівців, судова практика, судові рішення, зразки процесуальних документів. Наш девіз: «Досвід дає тільки практика!»
·       Журнал «Український Юрист» — видання для сучасного юриста, яке тримає в курсі останніх тенденцій в світі юридичного бізнесу. На сторінках журналу відомі юристи з різних галузей права діляться думками щодо нинішнього стану законодавства і коментують проблемні аспекти юридичного ринку. Також журнал висвітлює основні тенденції зарубіжних ринків юридичних послуг. Багато уваги приділяється організаційним питанням роботи юридичних офісів. У журналі юристи мають можливість прочитати матеріали, які допоможуть спланувати дозвілля і бути в курсі останніх новинок моди, авто і техніки.
·       Журнал «Український адвокат» — щомісячне професійне видання для адвокатів і про адвокатів, на сторінках якого розкриваються актуальні питання розвитку української адвокатури, її історії, а також зарубіжної практики і світових тенденцій розвитку професії.
·       Щомісячний тематичний журнал «The Ukrainian Journal of Business Law» («Український журнал бізнес-права») видається з січня 2003 року англійською мовою і публікує актуальні питання підприємницької діяльності на Україні (аналітичні матеріали, експертні коментарі, інтерв’ю з представниками бізнесу, моніторинг угод і судових справ, законопроектної роботи, діяльності недержавних організацій). Серед читацької аудиторії – керівники та юристи провідних міжнародних та українських компаній; відвідувачі і працівники посольств іноземних держав в Україні; представники міжнародних організацій; члени провідних бізнес-асоціацій; учасники торгових і промислових виставок і конференцій. Видання користується постійною увагою іноземних юристів, які цікавляться українським законодавством.

На інформаційних ресурсах підприємства, а саме: веб-порталі https://pravo.ua, фейсбук сторінці https://www.facebook.com/YurPractika, телеграм-каналі https://t.me/jurpraktika постійно публікуються оперативні новини та аналітичні матеріали про роботу парламенту, уряду, міністерств та інших центральних органів виконавчої влади, органів судової влади, органів адвокатури, учасників ринку юридичних послуг тощо. Висвітлюються правові, а також пов’язані з ними політичні, ділові та соціальні явища та події, що відбуваються в Україні та в світі.

«Юридична практика» є ініціатором та організатором щорічної «Юридичної премії року», якою з 2007 року відзначаються досягнення провідних представників юридичної професії — практикуючих правників та юридичних фірм.

Також під егідою «Юридичної практики» щороку проводиться близько 20 юридичних форумів — дискусійних майданчиків, що збирають представників юридичної професії, органів влади та бізнесу для обговорення актуальних питань, що турбують професійну спільноту.